# Nová Studnice
Nová Studnice  (Duits: Neubrunn of Neubrunn in Böhmen) is een Tsjechische plaats in de gemeente Hradečno in de regio Midden-Bohemen en maakt deel uit van het district Kladno.
Nová Studnice telt 103 inwoners (2021).

## Geschiedenis
De eerste schriftelijke vermelding van Nová Studnice dateert van 1726, toen het dorp samen met Drnek werd gesticht door Adolf Bernard van Martinitz.